# Manyu

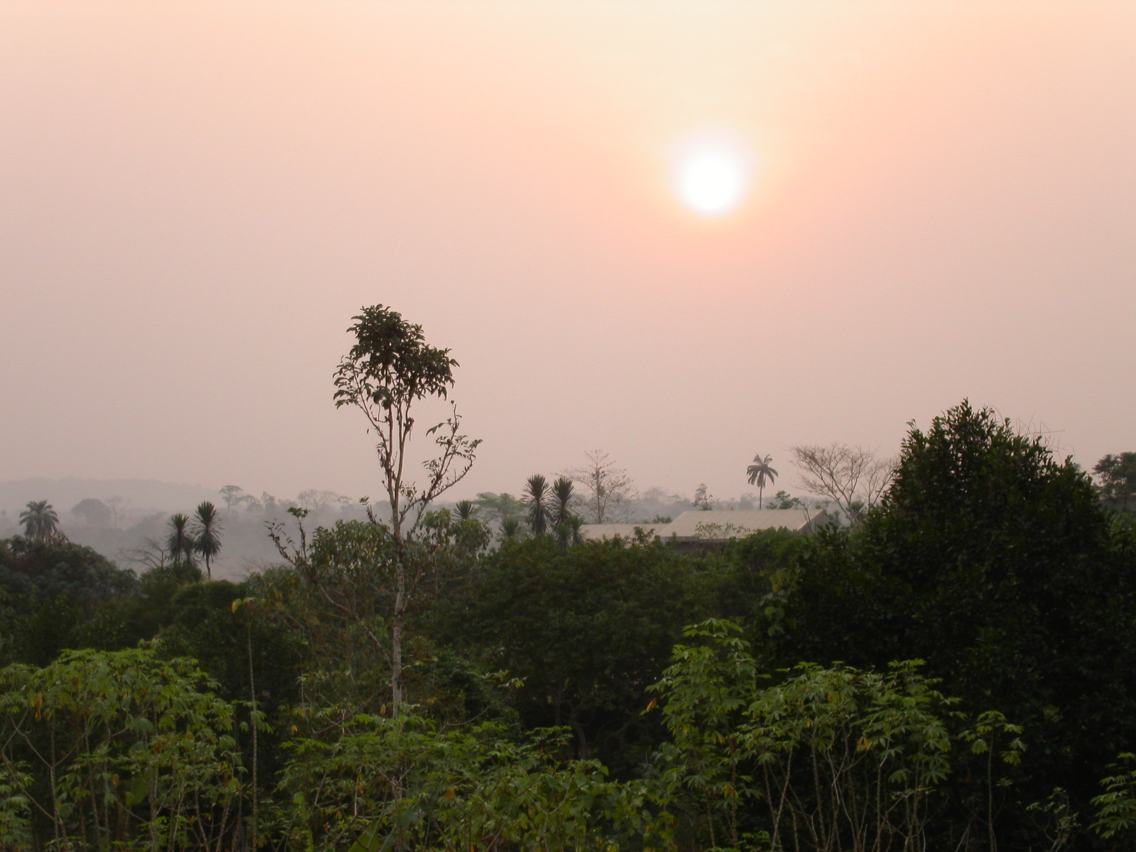
Zon boven Mamfé

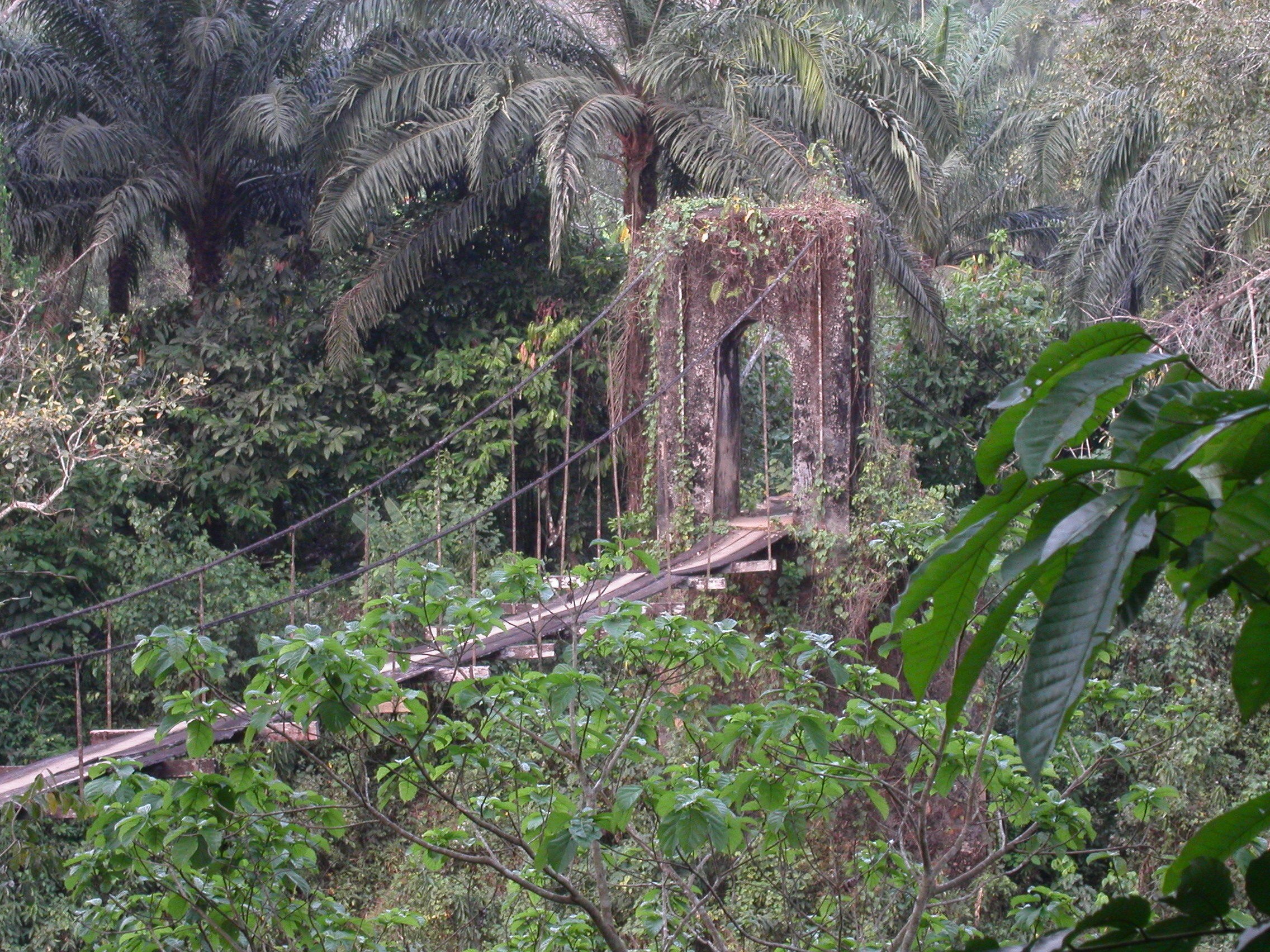
Duitse brug van Mamfé

Manyu is een departement in Kameroen, gelegen in de regio Sud-Ouest. De hoofdplaats van het departement is Mamfé. De totale oppervlakte van het departement bedraagt 9.565 km². Met 177.389 inwoners bij de census van 2001 leidt dit tot een bevolkingsdichtheid van 19 inw/km².

## Arrondissementen en gemeenten
Manyu is onderverdeeld in vier arrondissementen:
- Akwaya
- Eyumodjock
- Mamfé
- Tinto